# Ernst Hermann Riesenfeld
Ernst Hermann Riesenfeld (* 25. Oktober 1877 in Brieg; † 19. Mai 1957 in Stockholm) war ein deutsch-schwedischer Physikochemiker.

## Leben
Riesenfeld wurde als Sohn des Sanitätsrats Dr. Emanuel Riesenfeld (1847–1908) und seiner Ehefrau Pauline, geb. Hamburger, (1850–1935) geboren. Sein Bruder war der Architekt Erich Paul Riesenfeld (1885–1943). Er besuchte zunächst Schulen in Brieg. Nachdem seine Familie nach Breslau umgezogen war, ging er in das humanistische König-Wilhelms Gymnasium, das er 1897 verließ. Er studierte Naturwissenschaften an den Universitäten Heidelberg und ab 1899 Göttingen. In Göttingen beschäftigte er sich hauptsächlich mit Physikalischer Chemie und wurde mit seiner Arbeit „Ueber elektrolytische Erscheinungen und elektromotorische Kräfte an der Grenzfläche zweier Lösungsmittel“ promoviert. Die Doktorarbeit wurde unter Anleitung von Walther Nernst bearbeitet und ist als Pioniertat auf dem Gebiet der Elektrochemie an Grenzflächen nichtmischbarer Flüssigkeiten (electrochemistry at the interface between two immiscible electrolyte solutions (ITIES)) in die Geschichte der Elektrochemie und Physikalischen Chemie eingegangen. Die dadurch ermöglichte Bestimmung der freien Enthalpie der Überführung von Ionen zwischen nichtmischbaren Flüssigkeiten ist von großer Bedeutung für die Biologie, Physiologie, Pharmazie und für Extraktionsprozesse in der Technischen Chemie, weil dadurch die Hydrophilie der Ionen quantifizierbar ist. Riesenfeld entwickelte zusammen mit Nernst eine hochempfindliche Torsionswaage (Drehwaage), die unter dem Namen „Nernst-Waage“ bekannt wurde.
Im Jahre 1913 wurde Riesenfeld als Professor nach Freiburg im Breisgau berufen und 1920 wurde er Professor an der Universität Berlin. Wegen seiner jüdischen Herkunft verlor er während der Zeit des Nationalsozialismus seine Position und ging 1934 nach Schweden, wo er bis 1952 am Nobel-Institut für Physikalische Chemie arbeitete. Während dieser Zeit erforschte er hauptsächlich die thermische Bildung von Ozon bei hohen Temperaturen.
Riesenfeld hat ein bekanntes Lehrbuch und ein Praktikumsbuch der Anorganischen Chemie verfasst, die beide in mehreren Auflagen erschienen und in verschiedene Sprachen übersetzt wurden.

## Familie
Riesenfeld heiratete im Jahr 1911 Johanna (Hanna) Johansson (1878–1964), die Schwester von Maria Johansson (1871–1957), der zweiten Frau von Svante Arrhenius. Sie hatten drei Kinder:
- Ernst Harald (1913–2008), Professor für Theologie (Neues Testament) an der Universität Uppsala ⚭ 1944 Blenda Hedin (1913–2008)
- Hans Erik (1914–2001), Kinderarzt
- Anna Karin (1920–1992), Sprachlehrerin

## Bibliographie
- Ernst H. Riesenfeld (1901) Ueber elektrolytische Erscheinungen und elektromotorische Kräfte an der Grenzfläche zweier Lösungsmittel (On electrolytic phenomena and electromotive forces at the interface between two solvents). Dieterich’sche Universitäts-Buchdruckerei, Göttingen
- E. H. Riesenfeld (1901) Über elektrolytische Erscheinungen und elektromotorische Kräfte an der Grenzfläche zweier Lösungsmittel. Zeitschrift für Elektrochemie 7: 645–648, doi:10.1002/bbpc.19010074706.
- Walther Nernst, Ernst H. Riesenfeld (1901) Über elektrolytische Erscheinungen an der Grenzfläche zweier Lösungsmittel. Nachrichten der Königlichen Gesellschaft der Wissenschaften zu Göttingen, No. 1, 54–61.
- Ernst H. Riesenfeld (1902) Über den Molekularzustand von Jodkalium in Phenol. Zeitschrift für physikalische Chemie 41: 346–352
- Walther Nernst, Ernst H. Riesenfield (1902) Ueber elektrolytische Erscheinungen an der Grenzfläche zweier Lösungsmittel,  Annalen der Physik 313: 600–608, doi:10.1002/andp.19023130707.
- Ernst H. Riesenfeld (1902) Bestimmung der Ueberführungszahl einiger Salze in Phenol, Annalen der Physik 313: 609–615, doi:10.1002/andp.19023130708.
- Ernst H. Riesenfeld (1902) Concentrationsketten mit nichtmischbaren Lösungsmitteln, Annalen der Physik 313: 616–624, doi:10.1002/andp.19023130709.
- Walther Nernst, Ernst H. Riesenfeld (1903) Ueber quantitative Gewichtsanalyse mit sehr kleinen Substanzmengen, Chemische Berichte 36: 2086–2093, doi:10.1002/cber.190303602126.
- Ernst H. Riesenfeld (1931) Svante Arrhenius. Akademische Verlagsgesellschaft, Leipzig, doi:10.1002/bbpc.19320380322.
- Ernst H. Riesenfeld (1924) Walter Nernst zu seinem sechzigsten Geburtstag. Angewandte Chemie 37: 437–439, doi:10.1002/ange.19240372702.
- Ernst H. Riesenfeld (1934) Lehrbuch der Anorganischen Chemie. S. Hirzel Verlag, Leipzig; 2nd edition F. Deuticke Verlag, Wien 1939; 3rd edition Rascher Verlag, Zürich 1943, 4th edition S. Hirzel Verlag Leipzig 1946, 5th edition Rascher Verlag, Zürich 1950; Spanish edition (1942, 1950) Tratado de quimica inorganica. Manuel Marin Editor, Barcelona
- Ernst H. Riesenfeld (1910) Anorganisch-chemisches Praktikum. Qualitative Analyse und anorganische Präparate (17th edition Rascher Verlag, Zürich 1956); Spanish editions: (1928, 1943, 1950) Practicas de quimica inorganica. Analisis cualitativo y preparaciones inorganicas. Editorial Labor, Barcelona; French editions: (1940) Manuel Pratique De Chimie Minerale (Analyse Qualitative et Preparations) Dunod, Paris
- Ernst H. Riesenfeld, M. Beja (1923) Über die thermische Bildung von Ozon, Meddelanden från Kungliga Vetenskapsakademiens Nobelinstitut, 6, 1–20
- Ernst H. Riesenfeld and M. Beja (1924) Über die thermische Bildung von Ozon, Zeitschrift für Anorganische und Allgemeine Chemie, 133, 245–262,  doi:10.1002/zaac.19241330124.
- Ernst H. Riesenfeld (1939) Die thermische Dissoziation des Sauerstoffes, Zeitschrift für Anorganische und Allgemeine Chemie, 242, 47–48,  doi:10.1002/zaac.19392420105.
- Ernst H. Riesenfeld (1925) Über die Ozonbildung in Glühenden Capillaren, Zeitschrift für Elektrochemie, 31, 435–440, doi:10.1002/bbpc.19250310816, onlinelibrary.wiley.com
- Ernst H. Riesenfeld (1924) Über die Bildung von Ozon und Wasserstoffsuperoxyd in der Knallgasflamme, Zeitschrift für Physikalische Chemie, 110, 801–807
- Ernst H. Riesenfeld (1929) Die Bildung und Zersetzung von Ozon, Zeitschrift für Angewandte Chemie, 42, 729–734